# Doumbi Fakoly
Pour les articles homonymes, voir Doumbia et Fakoly.
Doumbi Fakoly Doumbia  (ou Doumbi-Fakoly) est un écrivain malien, né le 1er janvier 1944 à Kati, et mort le  29 septembre 2024 à Paris.
Il est l'auteur de littérature de jeunesse. Son œuvre, des romans et des essais, traite de faits de société comme le sida, la religion, le racisme, etc.

## Biographie
Doumbi Fakoly Doumbia est né le 1er janvier 1944 à Kati. Il a grandi au Sénégal puis fait des études supérieures en France. Diplôme en poche, un D.E.S. de banque, il retourne au Mali. De 1978 à 1980, il travaille à la Banque Méridien Biao Mali.
De retour en France, en 1983 il publie son premier livre, Morts pour la France, un récit historique sur les tirailleurs sénégalais qui ont combattu pour la France pendant la Seconde Guerre mondiale. Dans son livre de 1984, La retraite anticipée du Guide suprême, il critique les régimes dictatoriaux qui ont suivi l'indépendance de nombreux pays africains.
En 1988, il publie Certificat de contrôle anti-Sida, roman sur une adolescente dont le père est accusé d'être séropositif. L'Aventure à Ottawa, paru en 1991, est son premier roman destiné à un public plus jeune. Bilal le Prophète, autre récit historique, paraît en 1992, et La Révolte des Galsénésiennes, un hommage aux femmes, suit en 1994.
En 1997, il publie une étude complète sur le panafricanisme. En 1999, il aborde la question du mariage forcé dans son deuxième livre pour jeunes adultes.
En 2000, Doumbi Fakoly publie Afrique, la Renaissance, un essai qui tente d'expliquer les causes de l'aliénation culturelle de l'Afrique. En 2003, il écrit un conte initiatique sur le Mali, À la conquête de la fontaine magique.
Doumbi Fakoly vit en France, est marié et a deux enfants.
Doumbi Fakoly préconise pour les Africains  une rupture avec les religions abrahamiques pour  retourner vers les croyances Africaines. Selon lui, les religions abrahamiques (judaïsme, christianisme et islam) ont des conséquences négatives pour les peuples africains,.
Il anime régulièrement des ateliers et des conférences sur la spiritualité africaine,.
Le 14 février 2023, Doumbi Fakoly est condamné au Mali à 12 mois d’emprisonnement dont 8 avec sursis, pour « blasphème ».
Doumbi Fakoly est décédé le 29 septembre 2024, à l'âge de 80 ans,.

## Œuvres

### Romans et essais
- 1983 : Morts pour la France[12],[13],
- 1984 : La Retraite anticipée du Guide Suprême, éditions l’Harmattan[4]
- 1988 : Certificat de Contrôle Anti-Sida, éditions Publisud[4]
- 1994 : La Révolte des Galsénésiennes, éditions Publisud, Paris[4]
- 1997 : Le Guide du Panafricaniste - éditions Nouvelles du Sud, Paris[4]
- 2000 : Afrique, la Renaissance - éditions Publisud, Paris[4]
- 2003 : Pour une ligue des peuples noirs[14], éditions L'Harmattan
- 2006 : La Colonisation, l’autre crime contre l’humanité, éditions Menaibuc, Paris  (ISBN 2911372891)
- 2006 : Le Mali sous Amadou Toumani Touré[14]  (ISBN 2353490107)
- 2007 : Complot contre la jeunesse africaine[14], éditions Menaibuc, Paris.
- 2010 : Le Mali 50 ans après (Récit historique), éditions Menaibuc. Paris.
- 2013 : Le Mali sous Amadou Toumani Touré (acte 2), éditions Menaibuc
- 2014 : Le Mali sous Ibrahima Boubacar Keita, un an après, la nation toujours trahie, éditions Menaibuc
- 2015 : Le Mali sous Ibrahima Keita, après erreur sur la personne, y a-t-il quelqu'un pour sauver le Mali ?, éditions Menaibuc

### Littérature d'enfance et de jeunesse
- 1991 : Aventure à Ottawa[4]
- 1992 : Bilal le prophète[4]
- 1999 : Un mariage forcé - éditions CEDA, Abidjan[4]
- 2003 : À la conquête de la fontaine magique, L’Harmattan, Paris,  (ISBN 2-7475-4058-8)
- 2005 : Fakoly Prince du Mande, 2005, L'Harmattan, Paris  (ISBN 2747547418)
- 2005 : Anta, grand prêtre d'Atum, éditions Menaibuc, Paris[14]  (ISBN 2911372662)
- 2006 : Cheikh Anta Diop[15]texte.  (ISBN 2911372980)
- 2006 : Mali-Sadio, l’hippopotame de Bafulabé (récit historique), éditions Menaibuc, Paris  (ISBN 2911372859)
- 2009 : Marcus Garvey expliqué aux adolescents, éditions Menaibuc, Paris  (ISBN 2353491022)
- 2010 : Une veillée au village ; contes du Mali, éditions Menaibuc, Paris   (ISBN 9782296375673) en ligne
- 2018 : Etats-Unis de Kamita Meri, An 6254, éditions Menaibuc
- 2019 : Quelques grands traîtres de Kamita, Maat Kem Editions
- 2019 : Comment sauver Kamita de ses traîtres, Maat Kem Editions

### Religion et spiritualité
- 2004 : L'Origine négro-africaine des religions dites révélées, éditions Menaibuc, Paris  (ISBN 2911372514)
- 2005 : L’Origine biblique du racisme anti-Noir, éditions Menaibuc, Paris[14]  (ISBN 2911372794)
- 2005 : Introduction à la prière négro-africaine, éditions Menaibuc, Paris  (ISBN 2911372808)
- 2008 : Les Chemins de La Maât, éditions Menaibuc, Paris    (ISBN 978-2-353-49032-5)
- 2008 : Ces Dieux et ces égrégores étrangers qui tuent le peuple noir, éditions Menaibuc, Paris    (ISBN 2353490409)
- 2008 : La Bible en procès, éditions Menaibuc, Paris    (ISBN 2353490832)
- 2009 : Horus, fils d'Isis, éditions Menaibuc, Paris[14]  (ISBN 2911372999)
- 2009 : L'Islam est-il une religion pour les noirs[16], éditions Menaibuc.  (ISBN 9782353491124)
- 2010 : Le Tarot divinatoire kamite, éditions Menaibuc, Paris
- 2014 : Medu Neter, Paroles du Créateur Amon- Râ, éditions Menaibuc
- 2014 : Panafricanisme et Spiritualité négro- africaine, l'indispensable connexion, éditions Menaibuc
- 2017 : La Tradition du Tarot divinatoire kamit (livret et jeu), Maat Kem Editions
- 2018 : Livret de Rituels Kamits, Maat Kem Editions
- 2019 : C’est moi Sekhmet Aât, éditions Anyjart